# Дунаївці (селище)
Дунаївці — селище в Україні, центр Новодунаєвецької селищної територіальної громади Кам'янець-Подільського району Хмельницької області.

## Назва
Назва селища походить від міста Дунаївці, як його залізнична станція, яке свою чергу має декілька версій походження назви міста.

## Географія
Подільське селище Дунаївці розташоване в південно-західній частині України, на подільській височині. На відстані близько 20 кілометрів автошляхами від міста Дунаївці, через селище проходить автодорога територіального значення Т 2304, також поблизу проходить дорога національного значення Н03. Селище важлива залізнична станція на лінії Хмельницький — Ярмолинці — Кам'янець-Подільський — Ларга.

### Клімат
Дунаївці знаходяться в межах вологого континентального клімату із теплим літом, але діяльність людини призводить до зміни клімату та глобального потепління.

## Історія

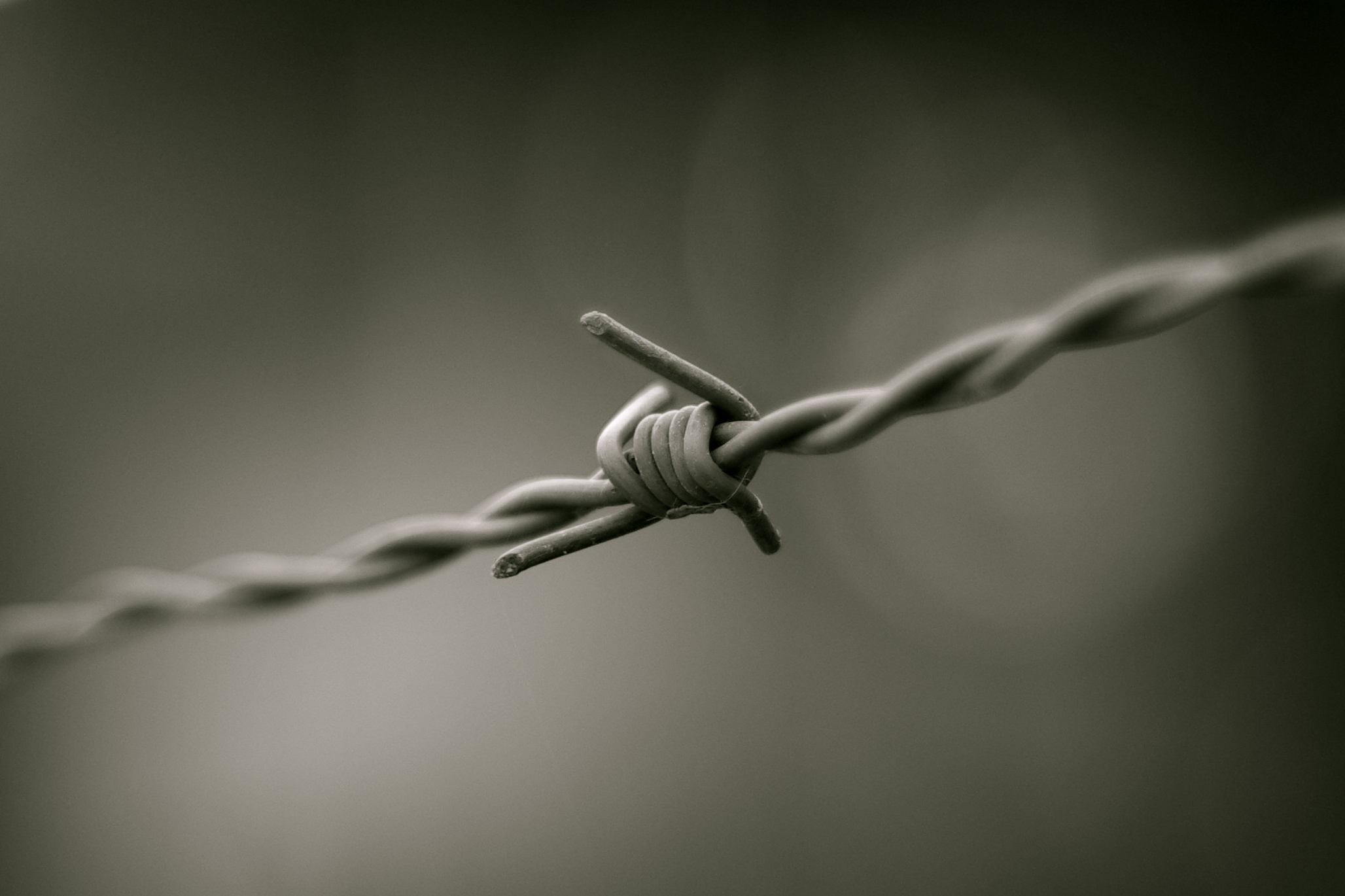
[http://www.reabit.org.ua/nbr/?st=3®ion=&ss=Рудківці&logic=or&f1_type=begins&f1_str=&f2_type=begins&f2_str=&f3_type=begins&f3_str=&f4_from=&f4_till=&f7%5B%5D=all&f14%5B%5D=all#list Національний банк репресованих

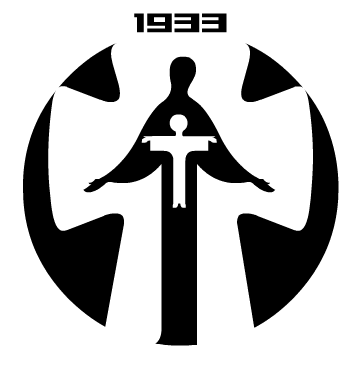
[https://victimsholodomor.org.ua/khmelnytsky/easytable/25-peoples-new.html?start=300 Список жертв Голодомору, Хмельницька область

Селище виникло в 1914 році в Подільській губернії в ході будівництва залізниці Гречани - Кам'янець-Подільський. 
Про причини, чому селище виникло досить окремо від міста наведено далі, на початку ХХ століття нарешті назріло питання про будівництво залізниці до губернського Кам’янця, а також прокладання колій до митниці в Гусятині. Проте будівництво йшло не так швидко, як хотілося. Подільські поміщики, й особливо сільські та міщанські громади, на землях яких передбачалося прокладати колії, не поспішали викуповувати акції товариства та вступати в долю. Тому й вийшла залізниця такою покрученою. Так, міщани та купці міста Дунаївців відмовилися від дольової участі, тому залізничну станцію Дунаївці довелось розташувати за два десятки кілометрів від самого міста.
Внаслідок поразки визвольних змагань на початку XX століття, селище надовго окуповане російсько-більшовицькими загарбниками.
Радянська окупація принесла колективізацію та розкуркулення, мешканці селища зазнали репресій.
У 1932–1933 роках селище пережило влаштований комуністами голодомор.
Роки Великого терору 1936-1937 вбито осіб різних національностей і професій, багато людей було виселлено з селища як сім'ї «ворогів народу».
По закінченню Другої світової війни у 1946—1947 роках селище Дунаївці вчергове пережило голод.
Статус селища міського типу із 1972 року.
Радянський період у селищі Дунаївці розташовувались плодоконсервний завод, комбінат хлібопродуктів. Сільраді підпорядковувались села Тернова, Харитонівка.
З 1991 року в складі незалежної України.
13 серпня 2015 року утворена Новодунаєвецька селищна громада шляхом об'єднання Дунаєвецької селищної ради та Лошковецької, Малієвецької, Малокарабчіївської, Міцовецької, Морозівської, Підлісномукарівської, Ставищенської, Тернівської, Тиннянської, Томашівської, Удріївської сільських рад з центром в селищі Дунаївці.
До 18 липня 2020 року селище Дунаївці належало до Дунаєвецького району, в рамках адміністративної реформи в Україні цей район було скасовано, а кількість районів Хмельницької області зменшено до трьох. Територія Дунаєвецького району була приєднана до Кам'янець-Подільського району.

## Економіка
В селищі функціонують:
- Дунаєвецький комбінат хлібопродуктів
- Плодоконсервний завод
- Елеватор

## Населення
1971 році чисельність населення становила 2285 людей.
У січні 1989 року чисельність населення становила 2721 особу.
За переписом населення України 2001 року в селі мешкало 2758 осіб.
2011 році населення 2602 мешканці.
Станом на 1 січня 2013 року населення становило 2536 осіб.

### Мова
У селі поширена західноподільська говірка, що належить до подільського говору, який належить до південно-західного наріччя.
Розподіл населення за рідною мовою за даними перепису 2001 року:
| Мова       | Відсоток |
| ---------- | -------- |
| українська | 98,66 %  |
| російська  | 1,13 %   |
| білоруська | 0,11 %   |
| молдовська | 0,07 %   |

## Транспорт
Тут знаходиться значна пасажирська та вантажна залізнична станція Дунаївці на лінії Гречани — Кам'янець-Подільський, належить до Південно-Західної залізниці.

### Вулиці
Селищі є наступні вулиці: Франка, Володимирська, Андрія Воронецького, Богдана Галачинського, Коцюбинського, Соборності, Незалежності, Зелена, Тиха, Святкова, Орлика, Миру, Вишнева, Винниченка, Квіткова, Дружби, Кармалюка, Широка. Провулки: Затишний, Дружби, Соборності.

## Релігія
- Церква Святого Володимира.
- Костел Зіслання Святого Духа — у 1998 році місцеву римсько-католицьку спільноту відокремлено від парафії Матері Божої Неустанної Допомоги у Лошківцях. 7 лютого 1998 року вірні отримали приміщення магазину, яке пристосували під каплицю, освячену 1 серпня 1998 року отцем М. Стуньчуком. 15 серпня 1999 року М. Стуньчук освятив земельну ділянку під будівництво костелу. 30 листопада 2003 року єпископ Леон Дубравський консекрував новоспоруджений храм.

## Відомі люди

### Народились
- Білінський Володимир Броніславович (1936—2022) — український письменник, дослідник історії.

## Галерея

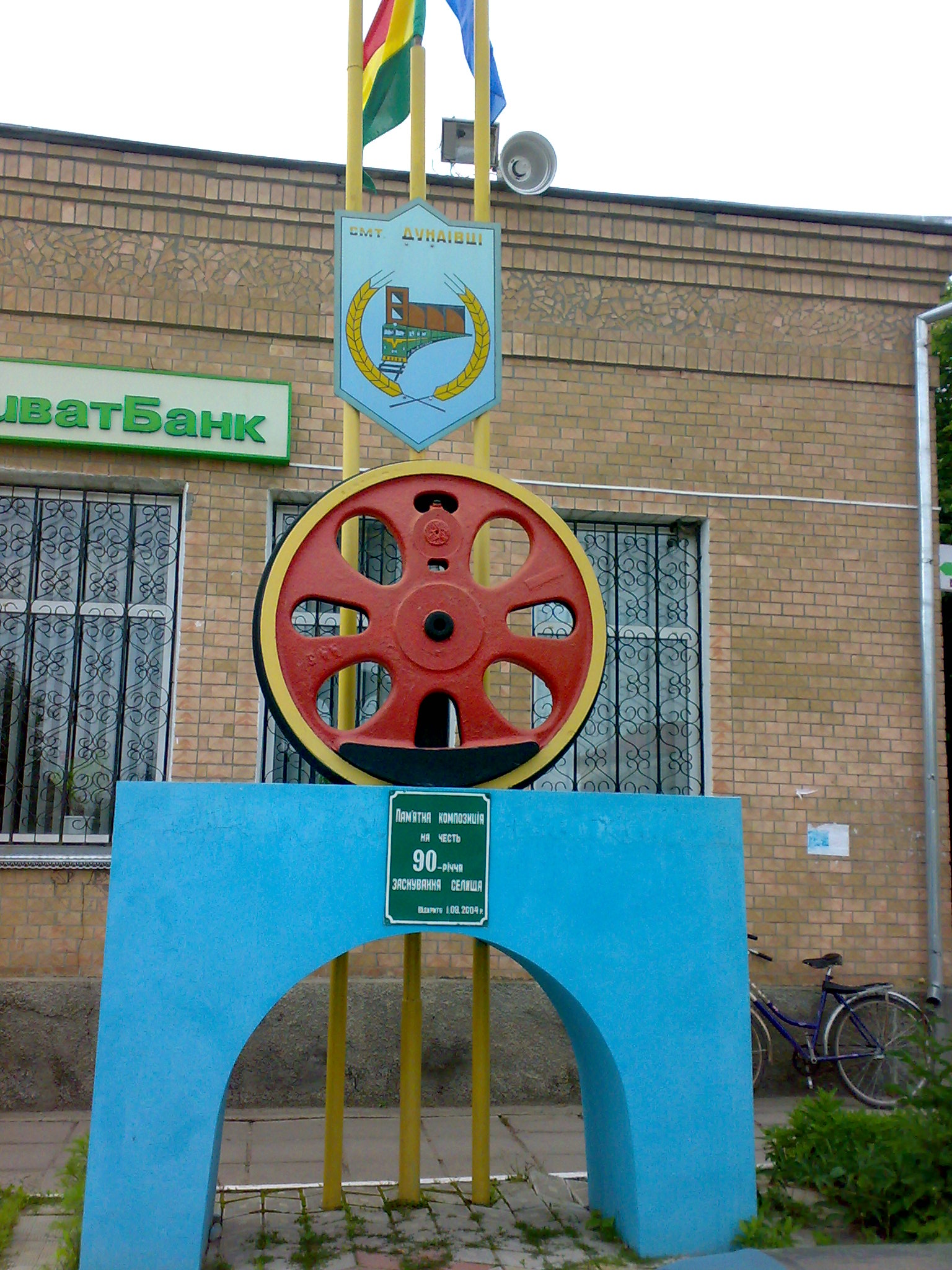
Пам'ятна композиція на честь 90-річчя заснування селища
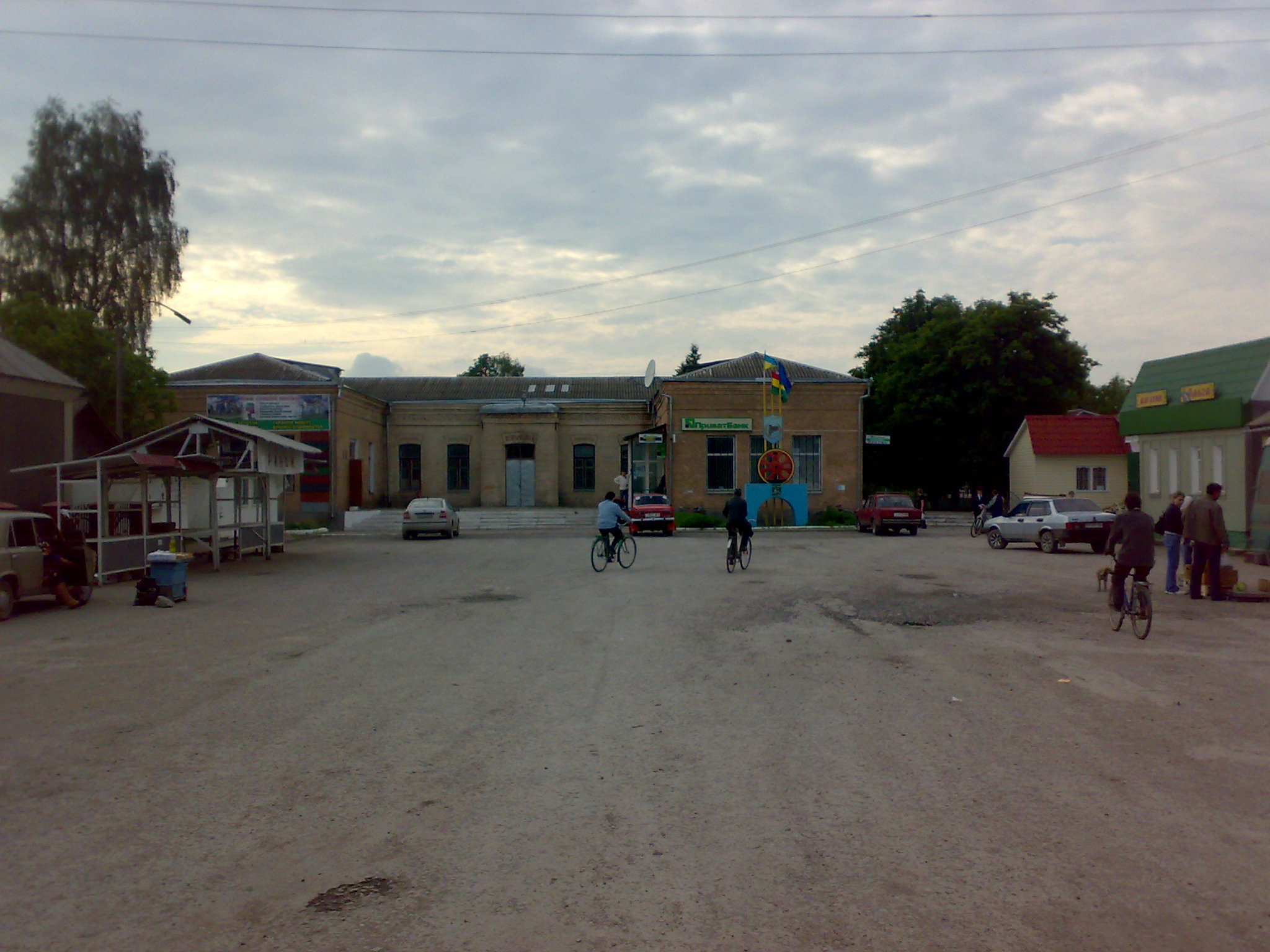
Площа навпроти залізничної станції Дунаївці
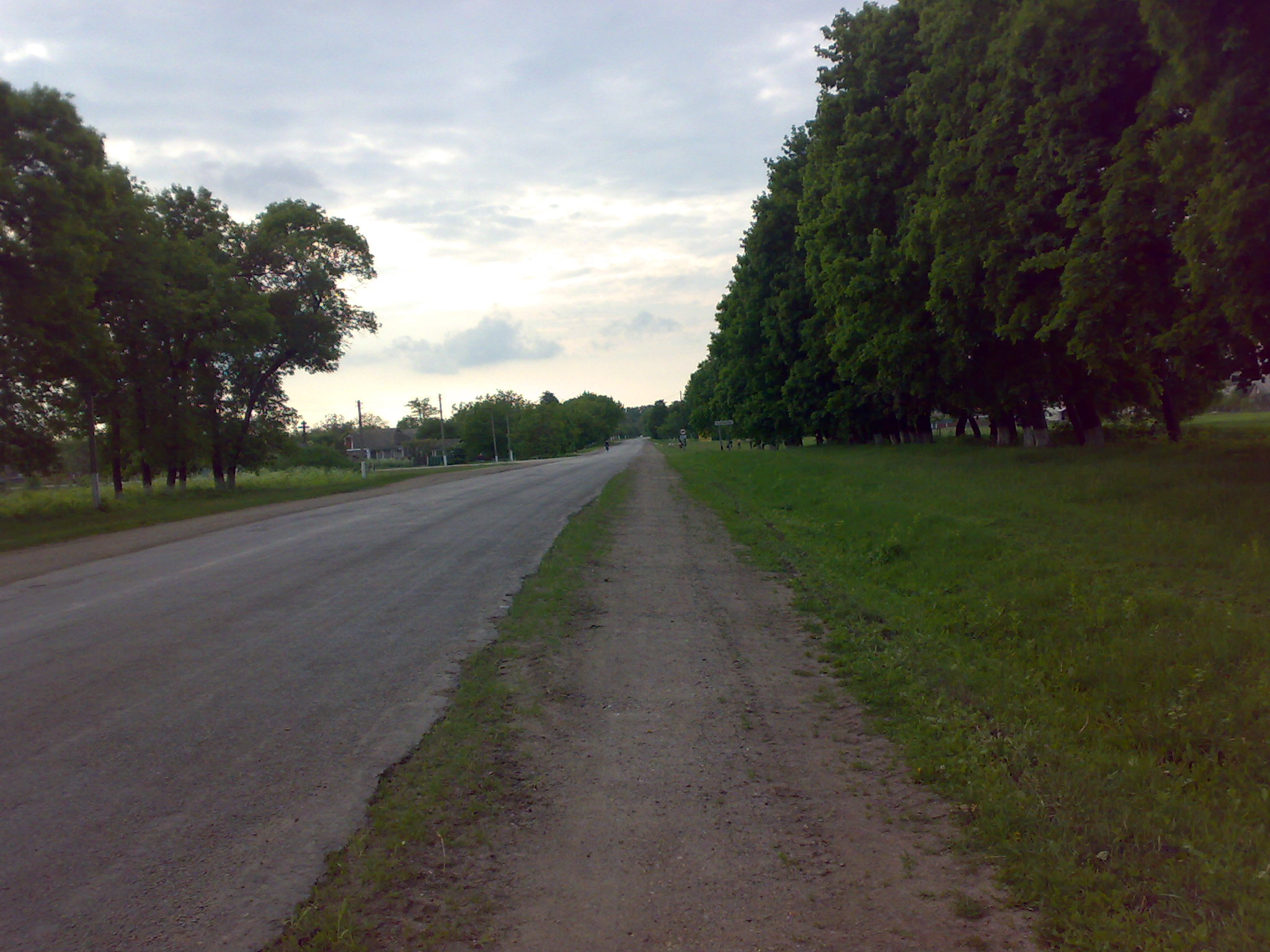
Дорога, що прямує через смт Дунаївці